# Marxistische Blätter
Marxistische Blätter ist eine politische Fachzeitschrift, die seit November 1963 erscheint und der Deutschen Kommunistischen Partei nahesteht. Sie erscheint alle zwei Monate im Neue-Impulse-Verlag in Essen. Bis zum Abbruch der Finanzierung durch die SED 1989 erschien die Zeitschrift monatlich im Verlag Marxistische Blätter.
Zum Herausgeberkreis gehören unter anderem der ehemalige Vorsitzende der DKP Heinz Stehr und der aktuelle Vorsitzende Patrik Köbele. Ehemals zählte auch der Philosoph Hans Heinz Holz dazu. Der Redaktion gehört unter anderen Nina Hager an, zuvor auch Willi Gerns (2018 ausgeschieden) und Robert Steigerwald (gestorben 2016).
Der Verfassungsschutzbericht führt die „Marxistischen Blätter“ als der DKP zugeordnete Publikation in der Rubrik Linksextremismus auf.
Die Zeitschrift ist eine Kooperationspartnerin des Internetportals Linksnet.